# Lamberticeras
Lamberticeras es un género de amonites extinto perteneciente a la familia Cardioceratidae.
Estos carnívoros nectónicos de rápido movimiento vivieron durante el período Jurásico, en la era del Calloviano superior.